# Horiyoshi III

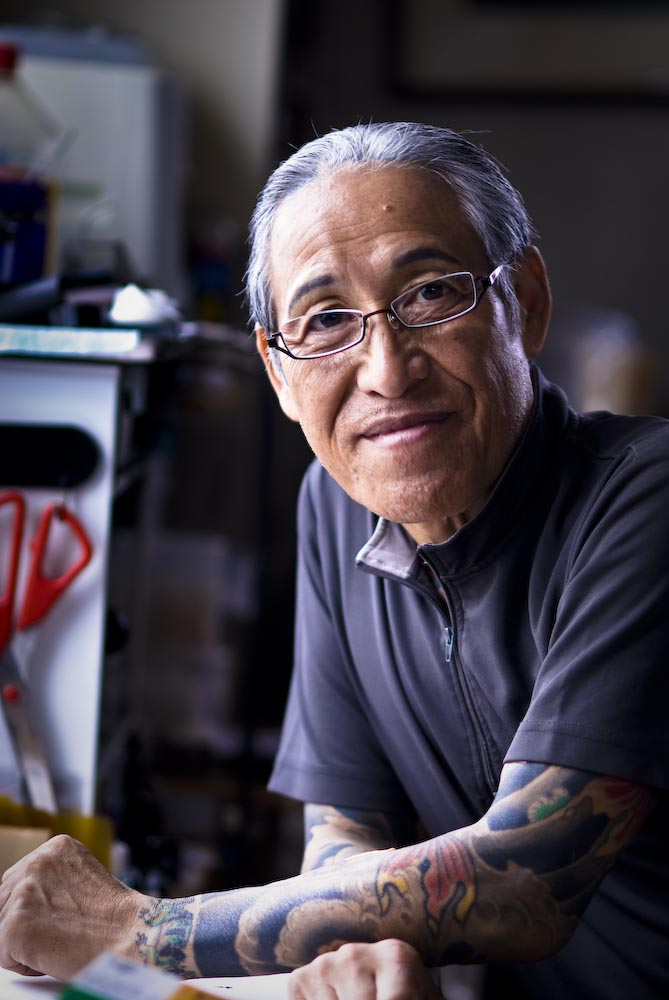
Horiyoshi III (2009)

Horiyoshi III (jap. 三代目彫よし, sandaime Horiyoshi), bürgerlich Yoshihito Nakano (中野 義仁, Nakano Yoshihito; * 9. März 1946 in Shimada) ist ein Horishi-Tätowierer und spezialisiert auf traditionelle japanische Ganzkörper-Tätowierungen wie zum Beispiel Irezumi oder Horimono sowie Sachbuchautor.

## Biografie
In einem öffentlichen Badehaus wurde Horiyoshi III auf einen Yakuza mit einer Ganzkörpertätowierung aufmerksam. Inspiriert durch diese Begegnung begann er eine Lehre bei dem Tätowierer Horiyoshi I – Yoshitsugu Muramatsu, der ihm nach einer achtjährigen Lehre im Jahr 1979 den Meistertitel verlieh. Nakano arbeitete bis Mitte der 1980er Jahre von Hand mit dem traditionellen japanischen Tebori-Stick. Durch seine Freundschaft mit Don Ed Hardy begann er mit der Nutzung elektrischer Tätowiermaschinen. Seine Motive konzentrierten sich auf das klassische Repertoire an traditionellen japanischen Erzählungen und Ausführungen, unter anderem bestehend aus Pfingstrosen, Kois und Drachen oder Helden aus dem Roman Suikoden, um die Tradition lebendig zu erhalten.
Im Jahr 2000 gründete Horiyoshi III das „Tattoo Museum“ in Yokohama in der Nähe des Hauptbahnhofs, das von seiner Frau Mayumi Nakano geleitet wird.
Unter seinen veröffentlichten Werken befinden sich Skizzenbücher wie 36 Ghosts, 108 Helden der Suikoden, 100 Demons, 58 Musha, Die Namakubi (eine Sammlung aus Zeichnungen von abgeschlagenen Köpfen, von Nihon Shuppansha veröffentlicht), sowie Ryushin, Kokoro, Osen 1 und Osen 2, die zwischen den Jahren 2010 und 2015 von Kofuu-Senju Publications Ltd. (heute Kosei Publications Ltd.) veröffentlicht wurden.

## Nachfolger
Der Nachfolger von Horiyoshi III wird sein Sohn Kazuyoshi Nakano. Er trägt den Namen Sōryō (Erbe), bis er nach erfolgreichem Abschluss der Ausbildung den Namen Horiyoshi IV tragen wird. Horiyoshi III hatte einige Schüler, die heute jedoch alle nicht mehr Mitglieder seiner Familie sind. Der Deutsche Alexander Horikitsune Reinke blieb mit 17 Jahren am längsten und geht seit 2015 getrennte Wege.

## Modelabel
Horiyoshi the Third war eine von Horiyoshi III inspirierte Kollektion zeitgenössischer Kleidung. Alle Artikel wurden in Japan auf Grundlage einer limitierten Auflage von Horiyoshi Worldwide Inc. produziert. Der Vertrieb erfolgte in wenigen Verkaufsstellen weltweit wie beispielsweise Harrods Ltd. London. Nach einem Rechtsstreit gibt es die Marke nicht mehr.

## Erwähnenswertes
Horiyoshi III führte einen anhaltenden Briefkontakt mit dem lebenslang inhaftierten Charles Manson.

## Werke (Auswahl)
- Horiyoshi III: Tattoo Designs Of Japan. Hardy Marks Publ., 2007, ISBN 978-0-945367-28-4.
- Horiyoshi III, Takashi Kashiwagi: Wanzakure – The Road To Shisei. Mezurashibooks, 2002/2003, ISBN 4-89048-642-9.
- Adrian Lee: Full Coverage. Last Gasp, 2010, ISBN 978-0-86719-734-1.

## Weiterführende Literatur
- Jill ‚Horiyuki‘ Mandelbaum: Studying Horiyoshi III: A Westerner's Journey Into the Japanese Tattoo. Schiffer Publishing, 2008, ISBN 978-0-7643-2968-5.
- Marcel Feige: Das Tattoo- und Piercing Lexikon. Lexikon-Imprint-Verlag, Berlin 2000, ISBN 3-89602-209-1.
- Caroline Knowles, Paul Sweetman: Picturing the Social Landscape: Visual Methods and the Sociological Imagination. Routledge Chapman & Hall, 2004, ISBN 0-415-30639-6.

## Rezeption
“Tattoo artist Horiyoshi III (real name Yoshihito Nakano) has been described as a living legend, and has a long waiting list of clients for his traditional full body tattoos.”